# Senggarang
Senggarang is een bestuurslaag in het regentschap Tanjung Pinang van de provincie Riau-archipel, Indonesië. Senggarang telt 3069 inwoners (volkstelling 2010).